# 松江市コミュニティバス

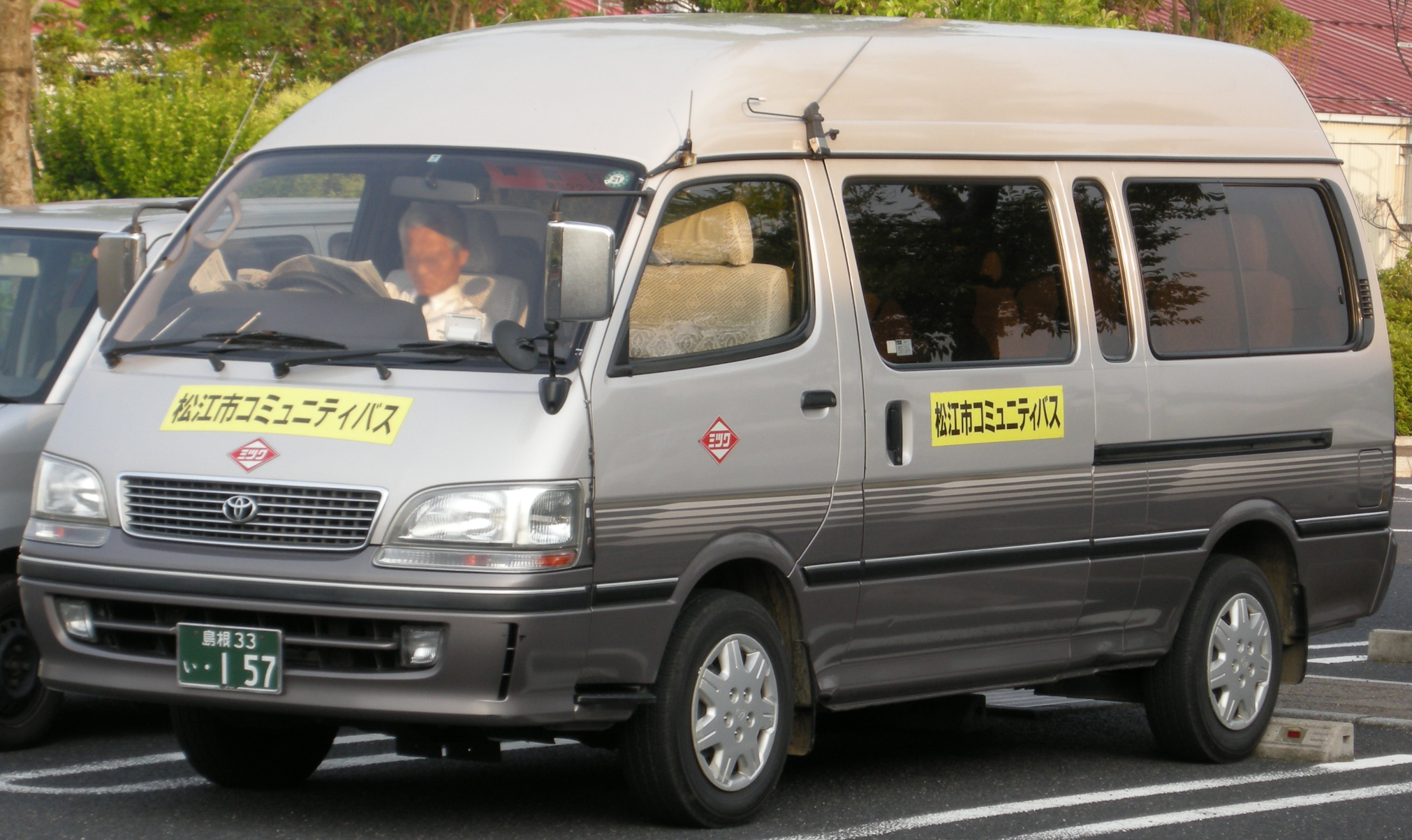
秋鹿コミュニティバスの車両（過去の車両、ミツワタクシー）

松江市コミュニティバス（まつえしコミュニティバス）は、島根県松江市が運行するコミュニティバスである。
一部の路線は鳥取県境港市にも乗り入れているが、境港市内のみの利用はできない（元町を除く）。

## 概要
2022年（令和4年）4月現在、市内の各地区で以下の13路線が運行されている。
- 大野・秋鹿コミュニティバス
- 古江コミュニティバス
- 本庄・持田コミュニティバス
- 忌部コミュニティバス
- 鹿島コミュニティバス
- 島根コミュニティバス
- 美保関コミュニティバス
- 八雲コミュニティバス
- 玉湯コミュニティバス
- 宍道コミュニティバス
- 八束コミュニティバス
- 東出雲コミュニティバス

コミュニティバスの中には、松江市へ合併された旧町村が運行していた町営バス（自治体バス）を引き継いだものもある。

## 沿革
- 2001年4月1日 一畑バスが運行していた八束郡美保関町の路線が廃止されたため、廃止代替バスとして美保関町民バスを運行開始。
- 2007年4月1日 松江市コミュニティバスで、以下の変更を実施。
  - 地域により異なっていた運賃体系を統一。
  - 渡船の廃止に伴い、美保関・境港線を運行開始。
  - 鹿島コミュニティバスの運行委託先を一畑バスから八海タクシーへ変更。
  - 島根コミュニティバスの運行委託先を一畑バスから日本交通へ変更。
  - 八雲コミュニティバスの運行委託先を八雲自動車から双葉タクシーへ変更。
  - 玉湯コミュニティバスの運行委託先を日本交通からクリーンサービスへ変更。
- 2008年4月1日 松江市コミュニティバスで、以下の変更を実施。
  - 忌部コミュニティバスの運行委託先を双葉タクシーから日本交通へ変更。
  - 鹿島コミュニティバスの運行委託先を八海タクシーから日本交通へ変更。
  - 八束コミュニティバスの運行委託先を双葉タクシーから八海タクシーへ変更。
- 2009年4月1日 松江市コミュニティバスで、以下の変更を実施。
  - 秋鹿コミュニティバスの運行委託先を日本交通からミツワタクシーへ変更。
  - 古江コミュニティバスの運行委託先を双葉タクシーから日本交通へ変更。
  - 八束コミュニティバスの運行委託先を八海タクシーから双葉タクシーへ変更。
- 2011年8月1日 東出雲町の松江市への編入合併に伴い、東出雲町生活路線バスの4路線を継承し「東出雲コミュニティバス」とする。
- 2018年4月1日 以下の変更を実施。
  - 古江コミュニティバスを日本交通からクリーンサービスに、鹿島コミュニティバスを日本交通からはつみ交通に、島根コミュニティバスを日本交通からはつみ交通に、東出雲コミュニティバスをいやタクシーからはつみ交通にそれぞれ委託先変更。
  - 古江、忌部、本庄持田、鹿島、島根、宍道、八束の各コミュニティバスで大規模なダイヤ改正を実施。
- 2019年4月1日 以下の変更を実施。
  - 秋鹿コミュニティバスをあいかタクシーから生馬タクシーに、鹿島コミュニティバスをはつみ交通から日本交通にそれぞれ委託先変更。双葉タクシー・ミツワタクシーが松江一畑交通へ吸収合併されたことに伴い、八雲コミュニティバス・八束コミュニティバスの運行委託先も双葉タクシーから松江一畑交通にそれぞれ委託先変更。
- 2021年4月1日
  - 八雲コミュニティバスの委託先をいやタクシー、八束コミュニティバスの委託先を日本交通に変更。
- 2022年4月1日
  - 古江コミュニティバス・島根コミュニティバス・東出雲コミュニティバスの委託先をいやタクシーに変更。

## 運賃・乗車券類
2022年（令和4年）4月現在の運賃制度は以下のとおり。
- 運賃：大人200円、小人（高校生以下）100円、幼児（1歳以上小学校就学前）100円（引率者1人につき1人無料）、乳児（1歳未満）無料。
  - 玉湯コミュニティバス「市立病院線」は、一部区間が大人300円、小人150円、幼児150円（引率者1人につき1人無料）、乳児は無料。
- 以下の障害者等割引制度がある。
  - 各種障害者手帳（身体障害者手帳、療育手帳、精神障害者保健福祉手帳）、被爆者健康手帳、戦傷病者手帳の提示により運賃・定期券料金が半額となる。
  - 児童福祉法適用者は証明書提示により提示により運賃・定期券料金が半額となる。
  - 上記の介護人1人に限り、運賃・定期券料金が半額となる。
- 専用回数券（200円券×13枚=2,000円、100円券×13枚=1,000円）が発売されている。
- 専用定期券（普通・小人・学期別・片道定期券）が発売されている。

## 路線
- （停留所名）は一部の便のみ停車。＜停留所名/停留所名＞はどちらかを経由。

### 大野コミュニティバス
あいかタクシーに運営が委託されている。魚瀬発の午後の便、東村発の始発便以外の便、津ノ森駅発の全便、土日祝日の全便は予約型運行（1時間前までに連絡）。
魚瀬線（Aコース）
- 津ノ森駅 - 権現綴 - 農協前 - 五反田 - ＜折坂/中川＞ - 魚瀬
  - 魚瀬線は8月13日 - 15日、年末年始（12月30日 - 1月3日）は土・日・祝ダイヤで運行。スクール便は学休日は運休。

細原・東村線（Bコース）
- 津ノ森駅 - 殿山集会所 - 小枝 - 東村三叉路 - 小枝 - 元石 - 西ノ添 - 細原集会所
  - 細原・東村線は土・日・祝、8月13日 - 15日、年末年始（12月30日 - 1月3日）は運休。

### 秋鹿コミュニティバス
生馬タクシーに運営が委託されている。全線予約型運行に切り替えた。予約型運行路線は東エリア・西エリアの2つがあり、予約のあった各地区の乗降場所と秋鹿市街の秋鹿町駅など5か所を結び、予約の無い便は運休となる。また予約型運行路線は土・日・祝、8月13日 - 15日、年末年始（12月30日 - 1月3日）は運休。
芦尾線（予約型運行）
- 秋鹿公民館 - 秋鹿町駅 - 秋鹿郵便局 - 高祖寺下 - 吉岡酒店前 - 中島小学校 - 芦尾

東エリア（予約型運行）
- 秋鹿公民館・秋鹿町駅など - 町地区・井神地区・本谷地区 - 中組地区・山中地区 - 浦地区（芦尾）

西エリア（予約型運行）
- 秋鹿公民館・秋鹿町駅など - 上寄地区・名原地区・下岡地区 - 布川地区 - 上岡地区（出草）

### 古江コミュニティバス
いやタクシーに運営が委託されている。全路線日・祝、8月13日 - 15日、年末年始（12月30日 - 1月3日）は運休。
畑谷線（Aコース）
- 古江公民館 - 大塚坂下 - 朝日ヶ丘北 - 長江小学校 - 畑谷入口
  - 畑谷線は火曜日・木曜日・土曜日も運休。

成相寺・野間循環線（Bコース）
- 古江公民館 - 大塚坂下 - 上組公民館 - 荘公民館 - 成相寺 - 牛切作業所 - 野間 - 下古志公民館 - 古江小学校 - 大塚坂下 - 古江公民館
  - 上記は右回り。左回りは文末方向から順番にとまる。

### 本庄・持田コミュニティバス
日本交通に運営が委託されている。全路線日・祝、8月13日 - 15日、年末年始（12月30日 - 1月3日）は運休。
枕木線（Aコース）
- 川津 - 持田公民館 - 観音堂前 - 本庄公民館 - 枕木

上宇部尾線（Bコース）
- 川津 - 持田公民館 - 観音堂前 - 本庄公民館 - 上宇部尾集会所

### 忌部コミュニティバス
日本交通に運営が委託されている。曜日により空山線（Aコース）、南駐車場・大川端線（Bコース）のどちらかが運行される。
空山線（Aコース）
- 乃木駅 - 市立病院 - つつじヶ丘 - 千本郵便局 - 平口公民館 - 忌部公民館 - 空山
  - 月・水・金のみ運行。

南駐車場・大川端線（Bコース）
- 乃木駅 - 市立病院 - 下忌部公民館 - 千本郵便局 - 忌部公民館 - 大川端 - 南駐車場
  - 火・木・土のみ運行。

### 鹿島コミュニティバス
あいかタクシーに運営が委託されている。一畑バス片句線の廃止に伴い、循環線、上講武線、片句線に大幅見直し。
上講武線
- 恵曇連絡所 - 恵曇漁業会前 - 片句中央 - 島根原子力館 - 鹿島支所 - 鹿島病院 - 鹿島ふれあい館 - 南講武 - 上講武中央 - 地冷
  - 土日祝日運休

循環線左回り
- 恵曇連絡所 - 古浦漁業会前 - 片句中央 - 鹿島支所 - 鹿島病院 - 鹿島ふれあい館 - 佐太神社 - 古浦漁業会前 - 恵曇連絡所 -　みしまや鹿島店

循環線右回り
- みしまや鹿島店 - 恵曇連絡所 - 古浦漁業会前 - 佐太神社 - 鹿島ふれあい館 - 鹿島病院 - 鹿島支所 - 片句中央 - 古浦漁業会前 - 恵曇連絡所
  - 土日祝日運休

片句線
- 恵曇連絡所 - 恵曇漁業会前 - 片句中央（ - 鹿島支所 - 鹿島病院）
  - 括弧内の区間は土日祝日の一部の便のみ運行

### 島根コミュニティバス
いやタクシーに運営が委託されている。
沖泊線
- 大芦別所 - 楡木 - マリンゲートしまね前 - マリンプラザ前 - 島根中学校前 - 野波 - 沖泊 - JF野井出張所前

### 美保関コミュニティバス
通称美保関町民バス。松江市内で唯一の自家用自動車による有償運送路線で、サンライズ美保関に運営が委託されている。
七類線
- 美保関バスターミナル - 万原 - 中山 - 片江中央 - 七類 - 七類港フェリーターミナル・メテオプラザ - 宇井渡船場

美保関線、軽尾・才浦線
- 美保関バスターミナル - 支所前 - 森山公民館前 - 宇井渡船場 - 福浦 - 美保関（ - 才浦 - 軽尾）

ターミナル・法田・諸喰・雲津線
- 美保関バスターミナル - 支所前 - 森山公民館前 - 宇井渡船場 - 福浦 - 法田 - 諸喰 - 雲津

笠浦線
- 美保関バスターミナル - 万原 - 中山 - 北浦 - 新千酌橋 - 笠浦漁業会前 - 笠浦

菅浦・稲積線
- 美保関バスターミナル - 菅浦 - 稲積 - 美保関バスターミナル
  - 菅浦・稲積線は土・日・祝、8月13日 - 15日、年末年始は運休

美保関・境港線（渡船廃止代替バス）
- 宇井渡船場 - ダイレックス境港店前 - 元町 - JR境港駅 - まるごう境港ターミナル店 - 済生会境港総合病院
  - 元町を除き鳥取県境港市内のみの利用は不可。

### 八雲コミュニティバス
いやタクシーに運営が委託されている。
熊野線
- 須谷 - 熊野大社 - 八雲支所 - 八雲バスターミナル - 日吉サニーハイツ - 八雲バスターミナル

別所線
- 藤原・深原 - 八雲別所 - 八雲支所・八雲バスターミナル - 日吉サニーハイツ - 八雲バスターミナル
  - 土・日・祝は運休

秋吉線
- 秋吉車庫 - 別所越 - 八雲支所 - 八雲バスターミナル - 日吉サニーハイツ - 八雲バスターミナル
  - 土・日・祝は運休。
- 秋吉髭入口 - 秋吉車庫 - 別所越 - 八雲支所 - 八雲バスターミナル - 日吉サニーハイツ - 八雲バスターミナル
  - 土・日・祝は運休

平原線
- 八雲バスターミナル - 日吉サニーハイツ - 八雲バスターミナル - 室 - 草谷入口 - 平原車庫
  - 土・日・祝は運休。

### 玉湯コミュニティバス
東西循環線と南北線、市立病院線ともクリーンサービス（宍道クリーン観光）に、運営が委託されている。全路線年末年始（12月30日 - 1月3日）運休。
東西循環線
- 玉湯公民館 - 玉湯小学校前 - 一畑営業所 - 別所集会所 - 本郷三叉路 - 柳井下入口 - 柳井上入口 - 本郷三叉路 - 中倉入口 - 根尾公民館 - サン・エールたまゆ - 玉湯学園前 - 玉造温泉駅南口 - 玉造病院 - 玉造温泉駅南口 - 玉湯学園前 - 玉湯公民館
  - 上記は西回り。東回りは文末方向から順番にとまる。

南北線
- 玉湯公民館 - 玉造病院 - 玉造温泉駅南口 - 玉湯学園前 - 一畑営業所 - 旧大谷小学校前 - 奥大谷（ - 城床ふるさと公園）
  - 奥大谷 - 城床ふるさと公園間は3月1日 - 12月29日のみ運行。
- 玉湯公民館 - 玉湯学園前 - 一畑営業所 - 旧大谷小学校前 - 奥大谷（ - 城床ふるさと公園）
  - 奥大谷 - 城床ふるさと公園間は3月1日 - 12月29日のみ運行。

市立病院線
- 玉湯公民館前 - 松江市役所玉湯支所入口 - 玉造病院 - 布志名 - 田和山 - 市立病院
  - この路線のみ運賃が異なり、大人300円、小人150円、幼児150円（旅客1人につき1人までは無料）の区間がある。
  - 土・日・祝及び12月29日も運休。

### 宍道コミュニティバス
クリーンサービス（宍道クリーン観光）に運営が委託されている。全路線日・祝運休。
来待線（ドリーム号）
- 宍道支所 - 宍道駅 - 宍道支所 - 中学校 - （白石団地） - 小松灘 - （来待駅 - 鏡上 - 来待駅） - 小松公民館 - 来待温泉 - 来待小学校 - 健康センター前 - 本庄 - 学園入口 - 小林 - 和名佐

西線（みらい号）
- 宍道支所 → 宍道駅 → 伊志見 → 小佐々布 → JUKI松江 → 畑 → 緑化センター → 大森神社前 → 金山上公民館 → 大森神社前 → 女夫岩入口 → 宍道駅 → 宍道支所 （→ 中学校 → 白石団地 → 宍道支所）
  - 左回りのみ運行。

中央線（温泉号）
- 宍道支所 - バスストップ前 - （女夫岩入口） - 宍道駅 - 宍道支所 - 下白石 - 横見 - 学園入口 - 本庄 - 健康センター前

### 八束コミュニティバス
日本交通に運営が委託されている。2018年4月1日から島内ほぼ全ての地区と鳥取県境港市を結ぶ経路に変更された。全路線日・祝、8月13日 - 15日、年末年始（12月30日 - 1月3日）は運休。
境港線
- 亀尻集会所 - 八束支所前 - 八束町・由志園入口 - 江島 - 山陰アシックス工業前 - 済生会境港総合病院 - まるごう境港ターミナル店 - JR境港駅
  - 鳥取県境港市内のみの利用は不可。

### 東出雲コミュニティバス
いやタクシーに運営が委託されている。全路線日・祝、8月13日 - 15日、年末年始（12月30日 - 1月3日）は運休。
上意東線
- 揖屋駅 - 総合体育館前 - 揖屋小学校前 - 中央公園前 - 高庭公会堂 - 畑集会所 - 本谷奥組 - 畑集会所 - 高庭公会堂 - 上分 - 総合体育館前 - 揖屋駅 - 錦新町2丁目 - 西揖屋 - 揖屋駅
  - 循環路線で、双方向の便がある。

下意東線
- 揖屋駅 - 総合体育館 - 中意東 - 羽入 - 高丸 - 野呂 - 高丸三叉路 - 高丸 - 羽入 - 松原 - 意東小学校前 - はなみずきの里 - 崎田3区 - 総合体育館 - 揖屋駅 - 錦新町2丁目 - 西揖屋 - 揖屋駅
  - 循環路線で、双方向の便がある。

出雲郷線
- 揖屋駅 - 西揖屋 - アイパルテ・コーナン前 - 竹矢 ‐ 出雲郷公民館 - 今宮 - 春日台 - 内馬集会所 - 須田 - 上新上 - 総合体育館前 - 揖屋駅
  - 循環路線で、左回りのみの運行。

八雲線
- 揖屋駅 - 西揖屋 - アイパルテ・コーナン前 - 出雲郷公民館 - 今宮 - 春日台 - 内馬集会所 - 須田 - ゆうあい熊野館
  - 月・木のみの運行。

### 御津コミュニティバス
あいかタクシーに運営が委託されている。年末年始（12月30日 - 1月3日）は運休。
御津線
- 御津 - ふれあい館 - 才の谷入口 - 生馬が丘 - （比津ヶ丘郵便局前） - 春日南 - （県民会館前）
  - 一畑バス御津線の廃止に伴い、2024年10月1日運行開始。